# Rauh (Berg)
Die Rauh (in Karten oft auch Die Rau geschrieben) ist ein 1079 m ü. NHN hoher Berg nördlich der Ortslage von Neustadt im Schwarzwald (Landkreis Breisgau-Hochschwarzwald). Er bildet das südliche Ende eines langen Bergrückens zwischen Jostal und Langenordnachtal. An seinem Fuß vereinigen sich die Bäche beider Täler zur Ordnach, die wenig südlicher in den hier Gutach genannten Oberlauf der Wutach mündet.

## Charakteristik
Der breite Waldgipfel der Rauh beherrscht den Ausgang der stillen Ordnach-Täler mit ihren großen Schwarzwaldhöfen in den betriebsamen, teils städtisch geprägten Talraum der Gutach um den Doppelort Titisee-Neustadt. Er fällt an drei Seiten um rund 240 Meter in mäßig steilen und gering zertalten Hängen in die umgebenden Wiesentäler ab. Das Gebiet gehört zum Gebiet des sogenannten danubischen (donaubündigen) Reliefs der Schwarzwald-Ostabdachung mit trotz der Höhenlage sanften, teilweise plateauhaften Geländeformen. Zum Maximalstand der letzten Eiszeit reichte ein Ausläufer des Feldberggletschers bis an den Südfuß der Rauh, und so bildeten sich im Jostal und im Langenordnachtal zeitweise Eisstauseen.
Der Berg besteht aus Paragneis, einem schlierig grauen ursprünglichen Ablagerungsgestein, das teilweise aufgeschmolzen und umkristallisiert worden ist. In den Senken und Talmulden haben sich Hangschuttdecken angesammelt. Am Südfuß werden die terrassenartigen Ablagerungen der Eisstauseen punktuell in Kiesgruben abgebaut; die Grube auf der sogenannten Hoch-Ebene wird als Deponie verfüllt.
Die Bergkuppe ist überwiegend mit Fichten bestockt. Im Nordwesten, zu den karartigen Hangnischen des Löchle hin, ist fichtendominierter Mischwald erhalten. Dort gibt es auch Reste früherer Wiesenstreifen entlang von Bachläufen (Dobelmättle). Die höchsten Partien sind derzeit (2025) durch Windwurf stark aufgelichtet. Die Wiesen in den unteren Hangpartien waren früher etwas ausgedehnter. Auf die damalige Lage des Waldrandes deutet noch die Flurbezeichnung Rau-Schachen auf dem Gipfel.

## Touristische Erschließung
Über die Rauh mit ihrem durch Windwurf aussichtsreicher gewordenen Gipfelplateau und den nördlich anschließenden Bergrücken führt ein örtlicher Wanderweg des Schwarzwaldvereins. Der nächstgelegene Wandererparkplatz ist von der Jostalstraße (L128) an der Klausenkapelle abbiegend erreichbar.